# Herciana Matmuja
Hersjana Matmuja (Kukës, Albânia, 1 de fevereiro de 1990), também conhecida por Hersi Matmuja ou Hersi é uma cantora albanesa, mais conhecida por ter representado a Albânia no Festival Eurovisão da Canção 2014, em Copenhaga com a canção "One Night's Anger".

## Biografia
Hersiana Matmuja nasceu em 1 de fevereiro de 1990 em Kukës, Albânia. Ainda criança mudou-se com a família para a capital albanesa Tirana. Começou a cantar aos oito anos e desde então participou de vários festivais de canto, e também do concurso de talentos "Ethet e se pretes mbrëma", onde foi uma das finalistas. Participou também inúmeras vezes no Festivali I Këngës, onde alcançou o primeiro lugar em 2013. Hersi estuda canto na Accademia Nazionale di Santa Cecilia, em Roma. Apesar de formada em música clássica, tem muitas influências de música pop.

## Festival Eurovisão da Canção 2014
Herciana foi uma das participantes na 52.ª edição do Festivali i Këngës, alcançando a vitória com a canção "Zëmerimi i nje natë", com 69 pontos. A versão em inglês foi lançada a 20 de março de 2014 e foi utilizada para representar a Albânia no Festival Eurovisão da Canção 2014, onde ficou em 15º lugar com 22 pontos, na 1ª semi-final, não conseguindo a classificação para a final.